# Control de predadores

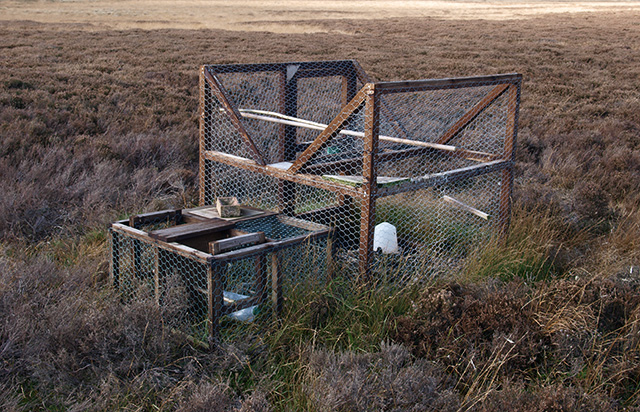
Trampa para capturar cuervos, urracas, grajillas... que se comen los huevos y los polluelos de otras aves.

El control de predadores o también llamado control de depredadores, es una práctica de gestión de fauna. Se debate en círculos académicos y sociales (ecologistas y cazadores) e incluso políticos, ya que afecta a las relaciones humanos-fauna y a la gestión y conservación de la biodiversidad.
Ha sido poco estudiado desde el punto de vista social y algo más desde la Biología y ciencias ambientales. Actualmente existen modelos apropiados de Ecología de poblaciones para estudiar el efecto que tiene el control de predadores sobre las poblaciones implicadas. 
Actualmente la SECEM (Sociedad Española para la Conservación y Estudio de los Mamíferos) tiene un posicionamiento claro en el control de predadores, que se basa en criterios científicos y conservacionistas. Aunque existe cierta controversia con colectivos del ámbito socioecónómico de la caza (cinegética) y el movimiento ecologista. 
La historia del control de predadores es muy poco conocida, ya que en España se remonta a las Juntas de Extinción de Alimañas y animales dañinos. Esta institución es de mediados del siglo XX y actualmente tiene consecuencias notables pero poco documentadas en la distribución y abundancia de las especies implicadas, tanto de mamíferos carnívoros (Orden Carnivora) como aves de presa (Falconiformes) u otras especies predadoras (Corvidae).